# پورتلند (کنتاکی)
پورتلند (به انگلیسی: Portland) یک منطقهٔ مسکونی در ایالات متحده آمریکا است که در شهرستان ادیر، کنتاکی واقع شده‌است. پورتلند ۲۲۰٫۰۷ متر بالاتر از سطح دریا واقع شده‌است.